# Deh-e Leylī
Deh-e Leylī (persiska: ده لیلی) är en ort i Iran.   Den ligger i provinsen Kermanshah, i den nordvästra delen av landet, 500 km väster om huvudstaden Teheran. Deh-e Leylī ligger 1 592 meter över havet och antalet invånare är 453.
Terrängen runt Deh-e Leylī är huvudsakligen kuperad, men norrut är den bergig. Runt Deh-e Leylī är det ganska glesbefolkat, med 34 invånare per kvadratkilometer. Närmaste större samhälle är Javānrūd, 4,2 km sydväst om Deh-e Leylī. Trakten runt Deh-e Leylī består till största delen av jordbruksmark.